# Mandevilla pachyphylla
Mandevilla pachyphylla là một loài thực vật có hoa trong họ La bố ma. Loài này được Woodson mô tả khoa học đầu tiên năm 1953.